# Ману шиферний
Ману́ шиферний (Cercomacroides laeta) — вид горобцеподібних птахів родини сорокушових (Thamnophilidae). Мешкає в Бразилії та Гаяні.

## Таксономія
Шиферний ману був описаний в 1920 році американським орнітологом Клайдом Тоддом. Він довгий час вважався підвидом тиранового ману (Cercomacroides tyrannina), однак в 1997 році від був визнаний окремим видом. За результатами молеклярно-філогегнетичного дослідження, яке показало поліфілітичність роду Ману (Cercomacra), шиферний ману і низка споріднених видів були переведені до новоствореного роду Cercomacroides.

### Підвиди
Виділяють три підвиди:
- C. l. waimiri (Bierregaard, Cohn-Haft & Stotz, 1997) — північ бразильської Амазонії (схід Рорайми, північний схід Амазонаса, північний захід Пари) і крайній південь Гаяни;
- C. l. laeta (Todd, 1920) — північний схід Бразилії (схід Пари, захід Мараньяну);
- C. l. sabinoi (Pinto, 1939) — східне узбережжя Бразилії (Пернамбуку, Алагоас).

## Поширення й екологія
Шиферні ману живуть в підліску тропічних рівнинних лісів, в амазонській сельві на висоті до 900 м над рівнем моря.